# Рольфсен, Харальд
Ха́ральд Кри́стофер Ра́смус Ро́льфсен (норв. Harald Christopher Rasmus Rolfsen; 3 мая 1969, Осло) — норвежский саночник, выступал за сборную в 1990-х годах. Участник двух зимних Олимпийских игр, семикратный чемпион национального первенства, участник многих международных турниров. Также известен как спортивный функционер, возглавляет федерацию бобслея, санного спорта и скелетона Норвегии.

## Биография
Харальд Рольфсен родился 3 мая 1969 года в Осло. Активно заниматься санным спортом начал в раннем детстве, проходил подготовку в местном спортивном клубе «Акефоренинге». На международном уровне дебютировал в возрасте семнадцати лет, когда побывал на юниорском чемпионате мира в немецком Кёнигсзе и занял там среди одноместных саней тридцатое место. В 1988 году выступил на молодёжном первенстве мира в итальянской Вальдаоре, был двадцать первым среди одиночек и двенадцатым среди двоек. Два года спустя в одиночном разряде финишировал двадцать девятым на взрослом чемпионате Европы в австрийском Игльсе и тридцать четвёртым на чемпионате мира в канадском Калгари. Ещё через год съездил на чемпионат мира в немецкий город Винтерберг, где показал двадцать второе время на одноместных санях и двадцать четвёртое на двухместных.
Благодаря череде удачных выступлений в 1992 году Рольфсен удостоился права защищать честь страны на зимних Олимпийских играх в Альбервиле — вместе со своим партнёром Снорре Педерсеном расположился здесь на шестнадцатой позиции. В 1994 году он занял шестое место на чемпионате Европы в Кёнигсзе и прошёл квалификацию на домашние Олимпийские игры в Лиллехаммер — с новым напарником Ларсом-Мариусом Вальдалем участвовал в программе двоек, но в первом же заезде они потерпели крушение и не смогли добраться до финиша.
После двух Олимпиад Рольфсен остался в основном составе национальной команды Норвегии и продолжил принимать участие в крупнейших международных соревнованиях. Так, в 1995 году он выступал на чемпионате мира в том же Лиллехаммере, занял среди одиночек двадцать шестое место. В следующем сезоне был восемнадцатым на первенстве Европы в латвийской Сигулде и двадцать девятым на первенстве мира в немецком Альтенберге. Последний раз выступил на крупном турнире в 1997 году, на чемпионате мира в Игльсе пришёл к финишу двадцать четвёртым. Впоследствии продолжал участвовать в соревнованиях вплоть до 2005 года, хотя в основной состав сборной пробиться уже не сумел. После завершения спортивной карьеры стал спортивным чиновником, в частности, в настоящее время возглавляет норвежскую федерацию бобслея, санного спорта и скелетона.